# 魯緬采夫博物館

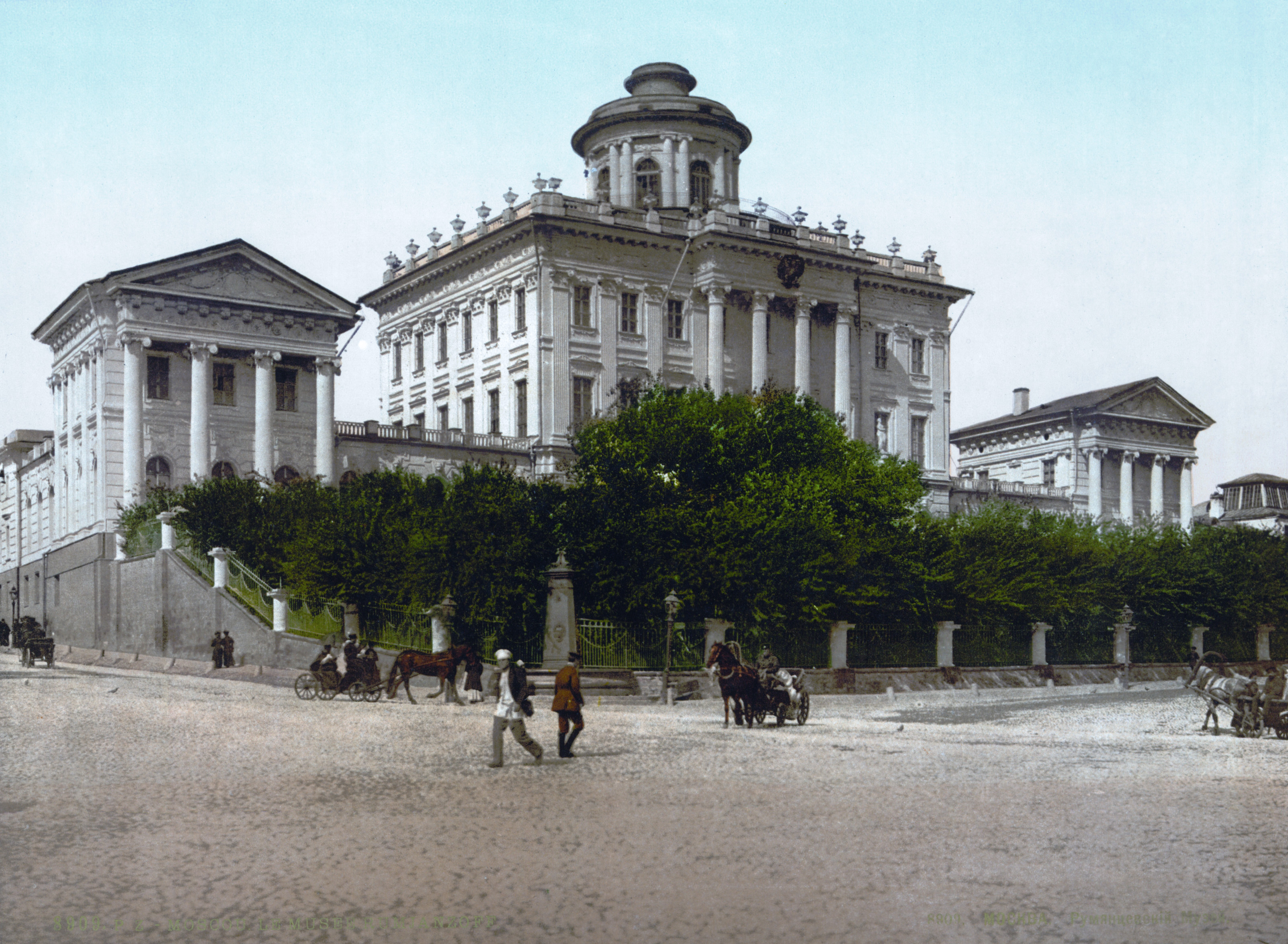

魯緬采夫博物館（Румянцевский музей）是莫斯科的首座公共博物館。博物館的藏品和其附屬圖書館的藏書來自於尼古拉夫·魯緬采夫博物館的個人收藏。魯緬采夫博物館開業於1831年，位置是現在的帕什科夫宮。